# 三木孝浩
三木孝浩（1974年8月29日—）是日本電影導演。早稻田大學第一文學部畢業。

## 作品列表

### 長篇電影
- 樂與路（2010年）
- 管制塔（2011年）
- 我們的存在（2012年）
- 向陽處的她（2013年）
- Hot Road（2014年）
- 閃爍的青春（2014年）
- 再會吧！青春小鳥（2015年）
- 青空吶喊（2016年）
- 明天，我要和昨天的妳約會（2016年）
- 老師！我可以喜歡你嗎（2017年）
- 坂道上的阿波羅（2018年）
- 福爾圖娜之瞳（2019年）
- 交錯的想念（2020年）
- 看不見的愛（2020年）
- 夏之門（2021年）
- 即使，這份戀情今晚就會從世界上消失（2022年）
- TANG（2022年）
- 彬與瑛（2022年）
- 我在平行時空戀上妳（2025年）

## 外部連結
- 三木孝浩的X（前Twitter）
- 官方網站 （页面存档备份，存于）（日語）